# Diplodactylidae
Diplodactylidae là một họ trong phân thứ bộ Tắc kè, với hơn 150 loài trong 25 chi.  Những con tắc kè này xuất hiện ở Úc, New Zealand và New Caledonia. Diplodactylids là họ tắc kè đa dạng và phổ biến nhất về mặt sinh thái ở cả Úc và New Caledonia, và là họ tắc kè duy nhất được tìm thấy ở New Zealand.  Ba chi diplodactylid (Oedura, Rhacodactylus và Hoplodactylus) gần đây đã được tách thành nhiều chi mới.
Trong các phân loại trước đây, họ Diplodactylidae tương đương với phân họ Diplodactylinae.

## Môi trường sống
Giống như các loài tắc kè khác, Diplodactylidae thường sống ở những khu vực ấm áp có nhiệt độ khoảng 24–29 °C (75–85 °F).  Chúng chủ yếu sống trong các khu rừng mưa, trên cây để bảo vệ.  Tuy nhiên, chúng cũng được tìm thấy ở những vùng có khí hậu mát mẻ hơn như ở miền nam New Zealand, nơi chúng được phát hiện là hoạt động trong nhiệt độ từ 1,4 đến 31,9C.

## Sinh sản
Sinh sản bằng trứng đáng chú ý là một đặc điểm duy nhất của diplodactylids trong phân thứ bộ tắc kè, với hai loài ở New Caledonia từ chi Rhacodactylus và tất cả các loài ở New Zealand đều thể hiện hình thức sinh sản này.

## Các đặc điểm chung

### Khả năng kết dính
Tất cả các loài đều sở hữu một số dạng chân bám dính, ngoại trừ loài tắc kè đính cườm cho thấy bằng chứng mạnh mẽ về việc đặc điểm chân bám dính bị mất lần thứ hai.
Với khả năng bám dính của chúng, chúng có thể bám vào các bề mặt, giúp chúng đi lại từ nơi này đến nơi khác dễ dàng hơn.
Dựa trên một nghiên cứu, tắc kè thích bám vào các bề mặt giống như giấy nhám thô vì vật liệu này tương tự như loại bề mặt mà chúng bám vào trong môi trường sống tự nhiên của chúng.  Người ta kết luận rằng Diplodactylidae thích bám vào các bề mặt gồ ghề.

## Sự phân loại
Trong khi tắc kè diplodactylid đã được nghiên cứu tương đối kỹ, vị trí và thành phần của gia đình đã trải qua một số sửa đổi, với các hệ thống tiếp tục phát triển.  Công trình phân tử gần đây đã giúp làm rõ phát sinh loài trong lịch sử chủ yếu dựa trên các đặc điểm hình thái, biện minh cho sự đơn ngành của Diplodactylidae, sửa đổi mối quan hệ giữa các thế hệ giữa một số chi và khám phá sự đa dạng khó hiểu đáng kể trong họ.  Tuy nhiên, sự hiểu biết hiện tại về hệ thống và sự tiến hóa của tắc kè diplodactylid vẫn còn hạn chế, với một số chi và phân loại nhất định vẫn còn phần lớn chưa được đánh giá cao và đánh giá thấp đáng kể về sự đa dạng ở cấp độ loài còn lại để giải quyết.

## Bảo tồn động vật
Trong số khoảng 149 loài hiện được mô tả, 30 loài được liệt kê là Cực kỳ nguy cấp hoặc Nguy cấp, và 28 loài Sắp bị đe dọa hoặc Sắp bị tổn thương.  Ba dữ liệu khác được liệt kê là thiếu dữ liệu [tính đến tháng 10 năm 2021].